# マヤル・モンシプール
マヤル・モンシプール（Mahyar Monshipour、1975年3月21日 - ）は、フランスの男性プロボクサー。イラン・テヘラン出身。元WBA世界スーパーバンタム級王者。

## 来歴
イラン・テヘランに生まれ、11歳の時にフランスに移住した。
1996年10月26日、フランスでプロデビューし、6回TKO勝ち。
2002年1月18日、フランススーパーバンタム級王座を獲得。
2002年7月13日、EBU欧米スーパーバンタム級王座を獲得。同王座は2度の防衛に成功した。
2003年7月4日、27戦目で世界王座初挑戦。同国人のWBA世界スーパーバンタム級王者サリム・メジクンヌに挑戦し、12回KO勝ちで世界王座を獲得した。同王座は、ハイロ・タグリアフェルロ、サリム・メジクンヌ、ヨーダムロン・シンワンチャー、仲里繁、フリオ・サラテを相手に5度の防衛に成功した。
2006年3月18日、6度目の防衛戦でソムサック・シンチャチャワンと対戦し、10回TKO負けで王座から陥落した。この試合はリングマガジン ファイト・オブ・ザ・イヤーに選出された。
王座陥落後、2年8か月のブランクを作るも、2008年12月1日に復帰。
2009年3月13日、元IBF世界スーパーフライ級王者フェリックス・マチャドと対戦し、5回終了時TKO勝ち。
2009年7月4日、1階級下のWBA世界バンタム級王者アンセルモ・モレノに挑戦し、12回判定負けで2階級制覇ならず。

## 獲得タイトル
- WBA世界スーパーバンタム級王座（防衛5度）